# 海因茨·霍普夫
海因茨·霍普夫（德語：Heinz Hopf，1894年11月19日—1971年6月3日），德國幾何學家。

## 生平
他就讀中學時已顯出數學才能，其他科卻不甚了了，因為他放了許多時間來玩運動，特別是游泳和網球。1917年，他上了艾哈特·施密特（Erhard Schmidt）教的集合論，當時他肯定了自己想鑽研數學。1925年，他發表了關於流形的拓樸學的博士論文，導師為埃哈德·施密特和路德維希·比伯巴赫。之後他曾任教於哥廷根大學（在那裡他認識了好友帕维尔·亚历山德罗夫）、柏林大學、普林斯頓大學、苏黎世联邦理工学院等。1955年至1958年任國際數學聯盟主席。

## 著作
- 《整体微分几何》(Differential Geometry in the Large)